# Ștefan Catargiu
Pour les articles homonymes, voir Catargiu.
Ștefan Catargiu, né en 1789, mort le 2 septembre 1866, est un homme politique et un membre du  căimăcămiei de trei (Caimacamiei de Trois) de Moldavie jusqu'au 20 octobre 1858.

## Biographie
Stefan Catargiu est issu d'une famille de propriétaires fonciers de la région de Tupilați dans le Județ de Neamț.
Sous le règne du prince Mihail Sturdza il devient  en 1838 « Vornic » (i.e: Gouverneur) puis en 1843 « Mare logofăt » (i.e: Chancelier et Ministre de la justice). À partir de 1857 il se rallie au projet d'union des principautés danubiennes et devient en octobre 1858 l'un des membres du « căimăcămiei de trei » (Triumvirat de Caïmacan) qui gouverne le pays après la chute de Nicolas Vogoridès.
Toutefois ses collègues Vasile Sturdza et Anastasie Panu estimant certaines de ses positions contraires à l'intérêt national l'évince dès le 20 octobre 1858 pour le remplacer par Ioan A. Cantacuzène. 
Ștefan Catargiu meurt le 2 septembre 1866 et il est inhumé dans l'église de Tupilați.

## Sources
- (ro) Stelian Neagoe Istoria guvernelor României Editura Machiavelli, 1999.